# Steve Sidwell
Steve Sidwell, né le 14 décembre 1982 à Wandsworth, est un ancien footballeur anglais qui évolue au poste de milieu de terrain. 

## Carrière

### En club
Formé à Arsenal, Sidwell n'entrera jamais dans les plans de son manager Arsène Wenger et, après avoir été prêté à plusieurs clubs de seconde zone, il s'engage avec la modeste formation de Reading en juin 2003.
Il signe à Chelsea à l'issue de la saison 2006-2007 après avoir réalisé d'excellentes prestations à Reading. Peu utilisé, il quitte les Blues une saison plus tard et rejoint Aston Villa pour 7 millions d'euros.
En 2011, il s'engage à Fulham. Le 9 juin 2014, il signe à Stoke City. Le 25 janvier 2016, il est prêté à Brighton. Le 23 août 2018, il annonce, sur les réseaux sociaux, mettre un terme à sa carrière.

### En équipe nationale
Ce milieu de terrain joue avec l'équipe d'Angleterre espoirs. Il y compte cinq sélections.

## Palmarès
- Reading
  - Champion d'Angleterre de deuxième division en 2006.